# Edoardo Rabezzana
Edoardo Rabezzana (ur. 4 kwietnia 1975 w Asti) – włoski siatkarz występujący obecnie w Serie A w drużynie Bre Banca Lannutti Cuneo. Gra na pozycji rozgrywającego. Mierzy 192 cm. Waży 85 kg.

## Kariera
- 1992–1997 Voluntas Asti (ITA)
- 1997-1998 Montichiari (ITA)
- 1998-1999 Conad Ferrara (ITA)
- 1999-2000 Grabde Volley Asti (ITA)
- 2000-2001 BM2 Asti (ITA)
- 2001-2002 Polytech Bassi Novara (ITA)
- 2002-2005 Itas Diatec Trentino (ITA)
- 2005-2006 Copra Berni Piacenza (ITA)
- 2006- Bre Banca Lannutti Cuneo (ITA)